# Alexandre Gallo
Alexandre Gallo, beter bekend als Gallo, (Ribeirão Preto, 29 mei 1967) is een voormalig Braziliaanse voetballer en trainer.

## Biografie
Gallo begon zijn carrière bij Botafogo uit zijn thuisstad en speelde daarna voor Vitória en vijf jaar voor Santos. In 1996 speelde hij voor Portuguesa, met deze club bereikte hij de finale om de landstitel. Gallo was een van de twee doelpuntenmakers tegen Grêmio en zette zo Portuguesa op weg naar een eerste landstitel, echter won Grêmio de terugwedstrijd met dezelfde cijfers en won de titel omdat ze in de reguliere competitie beter gepresteerd hadden. In 1998 werd hij staatskampioen met São Paulo en in 1999 en 2000 met Atlético Mineiro. Hij beëindigde zijn carrière bij Corinthians in 2001, waarmee hij ook nog de staatstitel won.
Na zijn spelerscarrière werd hij trainer. Hij werkte eerst als assistent van Darío Pereyra bij Corinthians en daarna bij Vanderlei Luxemburgo bij Santos. In 2004 begon hij als hoofdtrainer. In 2007 won hij met Sport do Recife de staatstitel en met Internacional datzelfde jaar de Recopa Sudamericana. In 2008 won hij met Figueirense het staatskampioenschap en ging daarna Atlético Mineiro trainen. Na een 6-1 pak rammel van Vasco da Gama werd hij daar echter ontslagen. In 2009 tekende hij voor een seizoen van Bahia, maar werd ook daar vroegtijdig ontslagen. In 2011 trainde hij kort Al-Ain uit de Verenigde Arabische Emiraten.